# Bob Graham (Politiker)

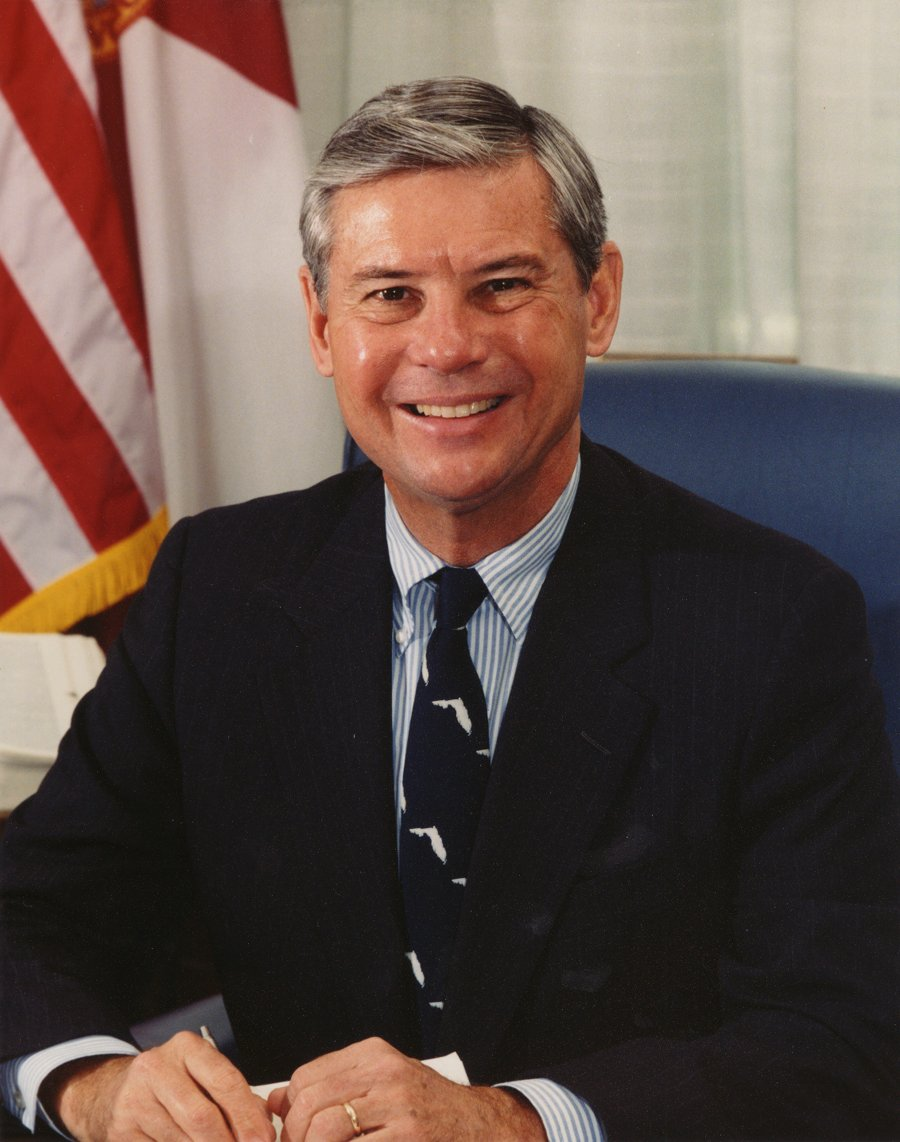
Daniel Robert Graham (2001)

Daniel Robert Graham (* 9. November 1936 in Coral Gables, Florida; † 16. April 2024 in Gainesville, Florida) war ein US-amerikanischer Politiker der Demokratischen Partei und von 1979 bis 1987 der 38. Gouverneur von Florida. Zwischen 1987 und 2005 war er Senator im US-Kongress.

## Frühe Jahre und politischer Aufstieg
Daniel „Bob“ Graham besuchte die öffentlichen Schulen im Dade County. Im Jahr 1959 absolvierte er die University of Florida, ehe er an der Harvard University Jura studierte. Nach seinem im Jahr 1962 bestandenen Examen wurde er in Florida als Rechtsanwalt zugelassen. Seine politische Laufbahn begann im Jahr 1966 mit seiner Wahl in das Repräsentantenhaus von Florida. Zwischen 1970 und 1978 war er Mitglied des Staatssenats. Im Jahr 1978 setzte er sich innerhalb seiner Demokratischen Partei durch und errang die Nominierung zum Spitzenkandidaten für die anstehenden Gouverneurswahlen, die er anschließend auch gewann. Vier Jahre später wurde er von den Wählern Floridas in diesem Amt bestätigt.

## Gouverneur von Florida
Grahams insgesamt achtjährige Amtszeit begann am 2. Januar 1979. Während seines Mandats setzte sich Graham für den Umweltschutz ein. Es gab Programme zum Schutz der Flüsse, der Küsten und der Everglades. Er musste sich aber auch in der Mariel-Bootskrise mit einer Flüchtlingswelle aus Kuba auseinandersetzen, die im Jahre 1980 über 100.000 Exilkubaner nach Florida brachte und dort vor allem in Miami wirtschaftliche und arbeitspolitische Probleme verursachte. In dieser Stadt kam es in jenen Jahren auch zu einigen Unruhen. Graham war Mitglied vieler gemeinsamer Gouverneursvereinigungen und Ausschüsse. Für seine Umweltpolitik erhielt er zahlreiche Auszeichnungen. Bis zuletzt war er Mitglied der Anwaltskammer von Florida.

## US-Senator
Im Jahr 1986 wurde Graham in den Senat der Vereinigten Staaten gewählt. Um sein Mandat in Washington, D.C. rechtzeitig am 3. Januar 1987 antreten zu können, musste er an diesem Tag zurücktreten, drei Tage vor Ablauf seiner Amtszeit als Gouverneur. Nach einigen Wiederwahlen verblieb er bis zum Jahr 2005 im US-Kongress. Von 2001 bis 2003 leitete er den Geheimdienstausschuss des Senats. Im Jahr 2003 bewarb sich Graham innerhalb seiner Partei um die Nominierung zum Präsidentschaftskandidaten für die 2004 anstehenden Wahlen. Noch bevor die Vorwahlen richtig begannen, musste er aber einsehen, dass er sich nicht durchsetzen konnte, und zog daraufhin seine Kandidatur zurück.

## Weiteres Leben
Nach dem Ende seiner Zeit im US-Senat war Graham von 2005 bis 2006 als Gast-Professor an der Harvard University tätig. Er arbeitete an der Gründung einer Politikerschule an der University of Florida. Graham war Mitglied einiger Aufsichtsräte von bedeutenden Firmen in Florida. Er war mit Adele Khoury verheiratet und hatte vier Kinder.
Graham starb am 16. April 2024 im Alter von 87 Jahren in Florida.

## 9/11-Aufklärung

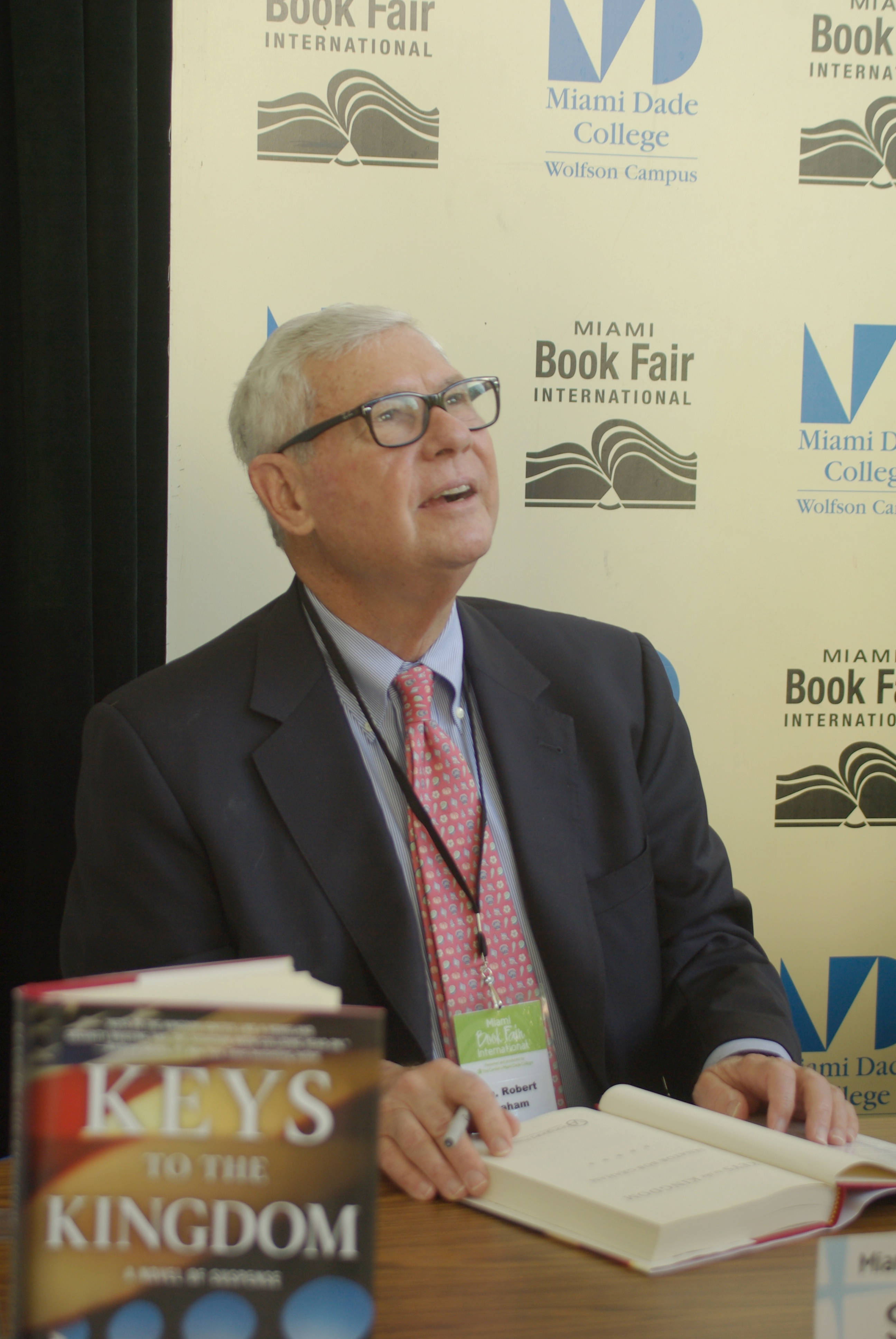
Bob Graham signiert seine Bücher auf der Internationalen Buchmesse in Miami im Jahre 2011.

Am 7. Januar 2015 forderten Graham, Kongressabgeordnete und Familienangehörigen der Opfer des 11. September auf einer gemeinsamen Pressekonferenz die Veröffentlichung von 28 noch als vertraulich eingestuften Seiten eines Berichtes des Kongresses vom Dezember 2002 mit dem Titel „Gemeinsame Untersuchung der Geheimdienstaktivitäten vor und nach den Terroranschlägen im September 2001“ – in den USA werden sie schlicht „28 pages“ genannt.
Graham thematisierte 2016 die Rolle der Regierung Saudi-Arabiens an den Anschlägen vom 11. September. Gegenüber dem deutschen Fernsehmagazin der ARD Monitor stellte er klar: „Ich bin zur Geheimhaltung verpflichtet und darf nicht über Details sprechen, aber ich kann sagen, dass sich die 28 Seiten vor allem um die Frage drehen, wer 9/11 finanzierte, und dass sie sehr stark in Richtung Saudi-Arabien verweisen.“